# 建德南站
建德南站是杭衢铁路上的车站，位于中国浙江省杭州市建德市更楼街道，预计2025年9月与杭衢铁路一同开通运行。